# Jesús Omar Alemán Chávez

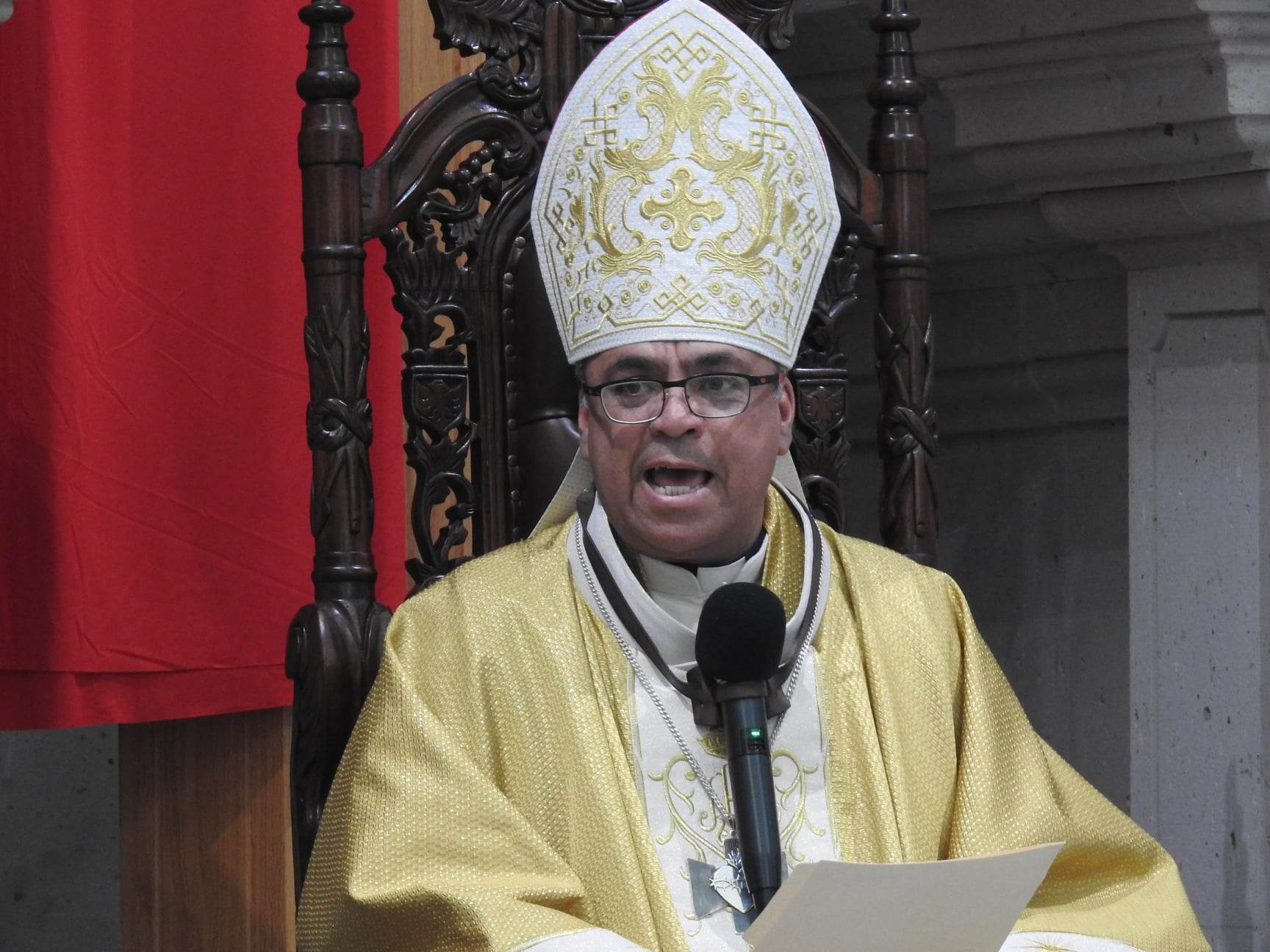
Jesús Omar Alemán Chávez, 2023

Jesús Omar Alemán Chávez (* 1. Juli 1970 in Cuauhtémoc, Bundesstaat Chihuahua) ist ein mexikanischer römisch-katholischer Geistlicher und Bischof von Cuauhtémoc-Madera.

## Leben
Jesús Omar Alemán Chávez besuchte von 1986 bis 1989 das Kleine Seminar des Bistums Ciudad Juárez und von 1989 bis 1990 das Seminar San José im Bistum Tarahumara. Anschließend studierte Alemán Chávez Philosophie am Priesterseminar Santa María Reina im Bistum Torreón. Nachdem er von 1992 bis 1993 ein pastorales Praktikum in der Pfarrei San Rafael Arcángel in San Rafael absolviert hatte, folgte das Studium der Katholischen Theologie an den Priesterseminaren in Chihuahua und Monterrey. Am 7. Oktober 1997 empfing er durch den Bischof von Tarahumara, José Luis Dibildox Martínez, das Sakrament der Priesterweihe.
Alemán Chávez war zunächst als Vizerektor des Seminars San José tätig, bevor er 2000 Pfarrer der Pfarrei Cristo Rey in Creel und Koordinator für die Jugendpastoral im Bistum Tarahumara wurde. Von 2005 bis 2007 war er Generalvikar des Bistums Tarahumara. Anschließend wirkte er als Pfarradministrator der Pfarrei Nuestra Señora del Carmen in Batopilas und als Seelsorger an der Wallfahrtskirche Santo Cristo Milagroso in Tanhuato im Bistum Zamora. 2011 wurde Jesús Omar Alemán Chávez für weiterführende Studien nach Rom entsandt, wo er 2014 an der Päpstlichen Universität der Salesianer ein Lizenziat im Fach Katechetik erwarb. Nach der Rückkehr in seine Heimat wurde er Pfarrer der Pfarrei Santa Inés in Chínipas de Almada und Koordinator für die Katechese im Bistum Tarahumara.
Am 7. Dezember 2022 ernannte ihn Papst Franziskus zum Bischof von Cuauhtémoc-Madera. Der Apostolische Nuntius in Mexiko, Erzbischof Joseph Spiteri, spendete ihm am 4. März des folgenden Jahres die Bischofsweihe. Mitkonsekratoren waren der Erzbischof von Chihuahua, Constancio Miranda Weckmann, und der Bischof von Tarahumara, Juan Manuel González Sandoval MNM.